# دي أف أس
```
The 
Deutsche Forschungsanstalt für Segelflug
 ( German أو دي أف أس 
DFS،
 تشكلت في عام 1933 لتجميع كل نشاط 
ل
 
طيران الشراعي
 في 
ألمانيا
، تحت إشراف البروفيسور جورجي. تم تشكيله من خلال تأميم 
رون روسيتين جيزيلشافت
 (RRG) في 
دارمشتات
.
[
1
]
 
:76
```

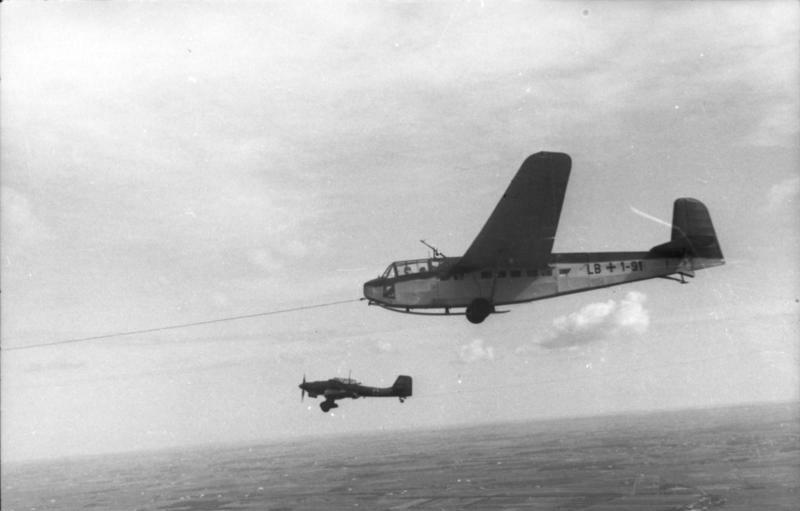
A DFS 230

شاركت دي أف أس في إنتاج طائرات شراعية تدريبية لشباب هتلر ولوفتفافه، بالإضافة إلى إجراء أبحاث في التقنيات المتقدمة مثل الأجنحة الطائرة ودفع الصواريخ. تشمل الطائرات البارزة التي تنتجها دي أف أس طائرة شراعية لنقل دي أف أس 230 (1600+ المنتجة)، والنظير الألماني للطائرة الشراعية البريطانية ايرسبيد هورسا، ودي أف أس 194، على غرار المقاتلة مسرشميت مي 163 الشهيرة.
في عام 1938، بعد حادث مميت في Wasserkuppe، عقدت دي أف أس مسابقة لتصميم فرامل سرعة أكثر فعالية للطائرات الشراعية. يتم استخدام التصميم النهائي، الذي أنتجته فولفجانج وأولريتش هيتر لشيمب-هيرث، حتى يومنا هذا ويشار إليه عمومًا باسم «فرشات Schempp-Hirth».

## تراث
لا يزال مركز الطيران والفضاء الألماني الحديث يقوم بالبحث في الطيران الانزلاقي.